# Premi Emmy 1960
La cerimonia dei Premi Emmy 1960, nota retroattivamente come 12ª edizione dei Primetime Emmy Awards (12th Primetime Emmy Awards), si è tenuta agli NBC Studios di Burbank (California) il 20 giugno 1960.
La cerimonia fu presentata da Fred Astaire.

## Primetime Emmy Awards

### Migliore serie televisiva drammatica
- Playhouse 90
- The DuPont Show of the Month | Episodio: Ethan Frome
- Gli intoccabili (The Untouchables)
- The Moon and the Sixpence
- Startime | Episodio: The Turn of the Screw

### Migliore serie televisiva comica
- The Art Carney Show
- Father Knows Best
- The Jack Benny Program
- Make Room for Daddy
- The Red Skelton Show

### Migliore programma per ragazzi
- Braccobaldo (The Huckleberry Hound Show)
- Captain Kangaroo
- Ernesto Sparalesto (Quick Draw McGraw)
- Lassie
- Watch Mr. Wizard

### Migliore attore protagonista in una serie drammatica
- Robert Stack – Gli intoccabili
- Richard Boone – Have Gun - Will Travel
- Raymond Burr – Perry Mason

### Miglior attore protagonista in un singolo episodio di una serie televisiva
- Laurence Olivier – The Moon and the Sixpence
- Lee J. Cobb – Playhouse 90 | Episodio: Project Immortality
- Alec Guinness – Startime | Episodio: The Wicked Scheme of Jebal Deeks

### Migliore attrice protagonista
- Jane Wyatt – Father Knows Best
- Donna Reed – The Donna Reed Show
- Loretta Young – Letter to Loretta

### Miglior attrice protagonista in un singolo episodio di una serie televisiva
- Ingrid Bergman – Startime | Episodio: The Turn of the Screw
- Julie Harris – The DuPont Show of the Month | Episodio: Ethan Frome

### Migliore regia per una serie drammatica
- The Moon and Sixpence – Robert Mulligan
- Startime – John Frankenheimer per l'episodio The Turn of the Screw
- Westinghouse-Desilu Playhouse – Phil Karlson per l'episodio The Untouchables

### Migliore regia per una serie comica o commedia
- Jack Benny Hour Specials – Ralph Levin e Bud Yorkin
- Danny Thomas Show – Sheldon Leonard
- Red Skelton Show – Seymour Burns

### Migliore sceneggiatura per una serie drammatica
- Ai confini della realtà (The Twilight Zone) – Rod Serling
- Startime – James Costigan per l'episodio The Turn of the Screw
- Playhouse 90 – Loring Mandel per l'episodio Project Immortality

### Migliore sceneggiatura per una serie comica o commedia
- The Jack Benny Show – George Balzer, Hal Goldman, Al Gordon e Sam Perrin
- Ballad of Louie the Louse – Nat Hiken
- Father Knows Best – Dorothy Cooper e Roswell Rogers